# Gordon Shumway
Gordon Shumway, más conocido como ALF, es el protagonista de la serie homónima. Es un extraterrestre proveniente del planeta Melmac. Durante la primera temporada de la serie, Michu Meszaros ocasionalmente usó un disfraz completo cuando se necesitaban tomas de cuerpo completo del personaje.
Desde ALF, el personaje ha aparecido en varios otros medios, incluidas series de televisión, cómics y videojuegos.

## Biografía
Gordon nació en Melmac en un Chevrolet, junto con sus padres Bob y Flo Shumway, su hermano Curtis, su hermana Augie, su novia Rhonda, y sus amigos Skip y Rick; tiempo después. Revisando viejas fotografías familiares en la Tierra, descubriría que era un hijo nacido dentro del matrimonio, cosa que según explica, todas las culturas realmente avanzadas y evolucionadas del universo consideran una deshonra. Cursó la carrera de Odontología por 122 años y fue aquatero en el Bouillabaiseball (béisbol de moluscos).
Su comida preferida, al igual que la de todos los otros habitantes de su planeta, son los gatos; de la misma manera la comida sana, especialmente las espinacas, se considera un tabú tan desagradable que, en Melmac, a Popeye lo tenían por un «degenerado».
Cuando el planeta iba a explotar, Gordon subió a una nave y después de un año, guiándose por las transmisiones de onda corta de Willie, se estrelló en el garaje de la familia Tanner, la cual decidió que se podía quedar con ellos y lo apodó «ALF» (un acrónimo de «Alien Life Form» que se tradujo en español como «Amorfismo Lejano Fantástico» para mantener el nombre original), un apodo que le cayó en gracia y que prefiere usar en la Tierra en lugar del original. A partir de entonces, empezó a tragarse toda la comida de los Tanner, a romper sus cosas, a molestarlos (aparte de a acumular deudas sin pagar) y a tratar de comerse al gato de la familia, Suertud. Un día, ALF logra comunicarse con sus amigos de Melmac y estos le dijeron que habían comprado un planeta nuevo, por lo que decidió irse, pero justo cuando iban a llegar sus compañeros, apareció el ejército de los Estados Unidos y se lo llevó.
En el Área 51, comienzan a hacerle pruebas e investigarlo para concluir con el Proyecto ALF, y después de tantas pruebas, ALF fue nombrado embajador de los alienígenas de la Tierra.

## Recepción
TV Guide clasificó a ALF en el puesto número 8 de su lista de las «25 mayores leyendas de la ciencia ficción». MeTV clasificó a ALF en el puesto número 2 de su lista de los mejores extraterrestres de la televisión, solo detrás de Spock de Star Trek. En su lista de los «10 extraterrestres más adorables en la historia de la televisión de ciencia ficción», Screen Rant clasificó a ALF en el puesto número 5. ALF también ganó el premio al actor de televisión favorito en los Kids' Choice Awards de 1989.

## Apariciones especiales y referencias en otros medios
Como resultado del éxito del programa, el personaje ha hecho apariciones especiales en diferentes programas de televisión:
- ALF apareció en un episodio de la segunda temporada de Matlock de NBC en 1987.

- ALF apareció en el episodio «The Geek» de Blossom. Él aparece como el guardián de las Puertas del Cielo en el sueño de Blossom y niega su entrada al Cielo cuando ella rompe el 11.º Mandamiento que dice «No debes frikear». Además, Blossom tiene un peluche de ALF.

- ALF apareció en el episodio «Trance of a Lifetime» de Love Boat: The Next Wave.

- ALF era un semi-regular en la versión de Hollywood Squares de la década de 1980, donde también acogió memorablemente parte de un episodio en marzo de 1987.

- La versión animada de ALF también hizo una aparición en el especial de televisión animado de prevención de drogas Cartoon All-Stars to the Rescue en 1990.

- A principios de la década de 2000, ALF apareció en una serie de comerciales para el servicio telefónico 10-10-220 con el exmariscal de campo de los Acereros Terry Bradshaw y el luchador profesional Hulk Hogan.

- En octubre de 2011, ALF apareció en Good Morning America durante su Totally Awesome '80s Week.

- En 2011, ALF fue mencionado en Mad en el capítulo «súper 80s» y en 2012, era una de las estatuas del museo de la televisión en el capítulo «Un caballero de la noche en el museo».

- ALF apareció en Los Simpson. En «Bart vende su alma», Milhouse vende el alma de Bart para ALF Pogs. En «The Springfield Files», ALF (con la voz de Dan Castellaneta) apareció en una alineación policial junto con varios otros alienígenas (algunos de ellos eran Gort, Chewbacca y Marvin the Martian). En «Mayored to the Mob», aparece en Bi-Mon-Sci-Fi-Con.

- ALF ha aparecido dos veces en Padre de familia. En «Nunca conocí al hombre muerto», se vio en la secuencia de los sueños de Peter Griffin. En «To Love and Die in Dixie», ALF apareció en un episodio E! True Hollywood Story. En «Brian regresa a la universidad», Peter ve a Brian en la convención con una pajarita y le pregunta si es ALF. En «Ratings Guy», el argumento fue similar al episodio de ALF «Prime Time», donde el extraterrestre había manipulado la caja de Nielsen para que pudiera hacer que la televisión fuera agradable.

- ALF apareció en una camiseta en el video musical de 2009 «We Made You» del famoso rapero Eminem.

- Un episodio de ALF apareció la película de 2010 Hot Tub Time Machine, donde se vio en una pantalla de televisión en el refugio de esquí.

- ALF apareció en el episodio «Pero no en ese camino» de Robot Chicken, interpretado por Seth Green. Cuando Willie Tanner (también con la voz de Green) afirma que Suertudo (que se representó aquí como una hembra) ha dado a luz a una camada de gatitos, ALF felicita a los Tanner mientras pregunta si alguien va a enloquecer si «se come la placenta».

- Una muñeca de ALF apareció en el episodio «The Precious Fragmentation» de The Big Bang Theory. En el, Howard encuentra una muñeca de ALF en lo que él, Sheldon, Leonard y Raj encuentran en la venta de garaje después de seguir a un tipo que pensaban que era Adam West. Howard mencionó que su madre le consiguió un muñeco ALF en algún momento después de que su padre se fue, y que a menudo ha imaginado que su padre estaba en Melmac.

- ALF apareció en un comercial del Super Bowl XLV en 2011, junto con una serie de otros personajes de programas de televisión clásicos.

- ALF en el videojuego de 2012 XCOM: Enemy Unknown.

- ALF apareció en una nueva serie de comerciales para la tienda estadounidense de electrónica Radio Shack en 2014. Los comerciales se estrenaron durante el Super Bowl 2014. ALF apareció en un comercial con una selección de otras celebridades y personajes famosos durante la década de 1980, y un segundo comercial en el que un empleado de Radio Shack mostró un teléfono celular moderno.

- Permanent Midnight, una película basada en Jerry Stahl, cuenta la historia de su carrera de escritor, incluido Alf. Alf se cambia en la película al Sr. Chompers.

- En la película Guardianes de la Galaxia de 2014, se pueden ver pegatinas hinchables de ALF y cartas intercambiables adheridas a la cubierta de radio casete de Star-Lord.

- En 2014, ALF protagonizó una serie de anuncios para promocionar el servicio de DirecTV en Hispanoamérica. Bajo la etiqueta #alfvuelve, la campaña de marketing demostró que ALF disfrutaba de DirecTV en su TV, en un teléfono celular y en una tableta.

- En 2015, ALF es mencionado en el episodio «Oil Drums» de Teen Titans Go! por el líder Robin: «Veamos ALF nuevamente. Me encanta ALF. Sí, como ese gato, ALF, cómelo. Está escondido en el cajón de la cocina, ALF. Pero sé paciente. ¡Disfruta de la caza, bestia!».

- ALF tiene un cameo en la parodia de Funny or Die de 2016, The Art of the Deal: The Movie, de Donald Trump.

- ALF hizo una aparición en el sexto episodio de la segunda temporada de Mr. Robot, durante la mayor parte de un sueño que parodia las comedias de mediados de la década de 1980 hasta principios de la década de 1990.